# Bengt Rehnvall
Bengt Folke Rehnvall, folkbokförd Renvall, född 18 januari 1925 i Hallsberg, död 9 juli 1999 i Lerbäcks församling, Örebro län, var en svensk friidrottare (långdistanslöpare). Han tävlade för IF Start och vann SM-guld i maratonlöpning år 1954.